# Laophontopsis lamellifera
Laophontopsis lamellifera är en kräftdjursart som först beskrevs av Claus 1863.  Laophontopsis lamellifera ingår i släktet Laophontopsis och familjen Laophontopsidae. Arten är reproducerande i Sverige. Inga underarter finns listade i Catalogue of Life.